# Брезовик (Никшић)
Брезовик је насеље у општини Никшић у Црној Гори. Према попису из 2003. било је 334 становника (према попису из 1991. било је 311 становника).
Никшићки лист "Оногошт" из 1900. г. број 6., фебруар, доноси чланак о прослави Св. Саве у цркви и школи у овом мјесту.

## Демографија
У насељу Брезовик живи 245 пунолетних становника, а просечна старост становништва износи 36,0 година (35,1 код мушкараца и 36,9 код жена). У насељу има 86 домаћинстава, а просечан број чланова по домаћинству је 3,88.
Ово насеље је углавном насељено Црногорцима (према попису из 2003. године), а у последња три пописа, примећен је пораст у броју становника.
|  |

| Демографија | Демографија | Демографија |
| Година      | Становника  | Становника  |
| ----------- | ----------- | ----------- |
|             |             |             |
|             |             |             |
|             |             |             |
|             |             |             |
| 1948.       | 200         |             |
| 1953.       | 216         |             |
| 1961.       | 308         |             |
| 1971.       | 264         |             |
| 1981.       | 308         |             |
| 1991.       | 311         | 300         |
| 2003.       | 336         | 334         |
|             |             |             |

| Етнички састав према попису из 2003.‍ | Етнички састав према попису из 2003.‍ | Етнички састав према попису из 2003.‍ | Етнички састав према попису из 2003.‍ | Етнички састав према попису из 2003.‍ |
| ------------------------------------ | ------------------------------------ | ------------------------------------ | ------------------------------------ | ------------------------------------ |
|                                      |                                      |                                      |                                      |                                      |
| Црногорци                            | Црногорци                            |                                      | 234                                  | 70,05%                               |
| Срби                                 | Срби                                 |                                      | 89                                   | 26,64%                               |
| непознато                            | непознато                            |                                      | 0                                    | 0,0%                                 |

| Година пописа     | 1948. | 1953. | 1961. | 1971. | 1981. | 1991. | 2003. |
| ----------------- | ----- | ----- | ----- | ----- | ----- | ----- | ----- |
| Број домаћинстава | 49    | 60    | 86    | 65    | 70    | 76    | 87    |

| Број чланова      | 1  | 2  | 3 | 4  | 5  | 6  | 7 | 8 | 9 | 10 и више | Просек |
| ----------------- | -- | -- | - | -- | -- | -- | - | - | - | --------- | ------ |
| Број домаћинстава | 86 | 12 | 7 | 14 | 25 | 12 | 8 | 6 | 2 | 0         | 0      |

| Пол    | Укупно | Неожењен/Неудата | Ожењен/Удата | Удовац/Удовица | Разведен/Разведена | Непознато |
| ------ | ------ | ---------------- | ------------ | -------------- | ------------------ | --------- |
| Мушки  | 131    | 56               | 71           | 2              | 1                  | 1         |
| Женски | 136    | 46               | 71           | 19             | 0                  | 0         |
| УКУПНО | 267    | 102              | 142          | 21             | 1                  | 1         |

| Пол    | Укупно                    | Пољопривреда, лов и шумарство | Рибарство                            | Вађење руде и камена | Прерађивачка индустрија       |
| ------ | ------------------------- | ----------------------------- | ------------------------------------ | -------------------- | ----------------------------- |
| Мушки  | 44                        | 6                             | 0                                    | 1                    | 13                            |
| Женски | 38                        | 0                             | 0                                    | 1                    | 9                             |
| УКУПНО | 82                        | 6                             | 0                                    | 2                    | 22                            |
| Пол    | Производња и снабдевање   | Грађевинарство                | Трговина                             | Хотели и ресторани   | Саобраћај, складиштење и везе |
| Мушки  | 0                         | 2                             | 4                                    | 3                    | 6                             |
| Женски | 0                         | 0                             | 4                                    | 2                    | 1                             |
| УКУПНО | 0                         | 2                             | 8                                    | 5                    | 7                             |
| Пол    | Финансијско посредовање   | Некретнине                    | Државна управа и одбрана             | Образовање           | Здравствени и социјални рад   |
| Мушки  | 0                         | 1                             | 1                                    | 1                    | 4                             |
| Женски | 0                         | 0                             | 1                                    | 0                    | 18                            |
| УКУПНО | 0                         | 1                             | 2                                    | 1                    | 22                            |
| Пол    | Остале услужне активности | Приватна домаћинства          | Екстериторијалне организације и тела | Непознато            | Непознато                     |
| Мушки  | 2                         | 0                             | 0                                    | 0                    | 0                             |
| Женски | 1                         | 0                             | 0                                    | 1                    | 1                             |
| УКУПНО | 3                         | 0                             | 0                                    | 1                    | 1                             |